# محافظة كوانغ نام
محافظة كوانغ نام  ( بالفيتنامية : Quảng Nam ) هي إحدى محافظات فيتنام. وتقع في الساحل وسط جنوبي.

## أعلام
- إميليو أ. دي لا غارزا
- رالف إي. دياز
- ديفيد ر. راي
- فو تشي كونغ
- تان سين هوين